# Раткова
Раткова (слч. Ratková) насељено је мјесто са административним статусом сеоске општине (слч. obec) у округу Ревуца, у Банскобистричком крају, Словачка Република.

## Становништво
| Година:    | 1994. | 2004.   | 2014.   | 2024.    |
| ---------- | ----- | ------- | ------- | -------- |
| Број људи: | 525   | 562     | 583     | 650      |
| Разлика:   |       | +7,04 % | +3,73 % | +11,49 % |

| Година:    | 2023. | 2024.   |
| ---------- | ----- | ------- |
| Број људи: | 648   | 650     |
| Разлика:   |       | +0,30 % |

Према подацима о броју становника из 2011. године насеље је имало 539 становника.